# Auguste-François Michaut
Pour les articles homonymes, voir Michaut.
Auguste-François Michaut, né à Paris le 29 septembre 1786 et mort à Versailles le 26 décembre 1879 est un graveur des monnaies de France et des Pays-Bas, un médailleur et un sculpteur français.

## Biographie

### Une formation de sculpteur
Auguste François Michaut naît à Paris en 1786 dans un milieu artistique. Son père Jean, associé à son frère Jean Baptiste, est fondeur d’objets d’arts et ciseleur rue du Temple. Sa mère meurt en 1801. Il entre à l'École des beaux-arts de Paris vers 1804. Ses goûts le portent d’abord vers la sculpture. Ses premiers maîtres sont les sculpteurs François-Frédéric Lemot et Jean-Guillaume Moitte. Il est admis à concourir au grand prix de Rome en 1809. Mais sa mauvaise santé due à une maladie de poitrine l’oblige à renoncer à la sculpture.
Il se tourne alors vers la gravure en médaille. André Galle (dit « Galle l’aîné ») lui en enseigne les bases. Sa signature de graveur est « Michaut F. », et son différent, une lampe romaine sur une ancre. Durant cette période, il se lie d’amitié avec James Pradier son condisciple qui fut, lui aussi, élève de Lemot. Le 13 juin 1812, il remporte le second prix de Rome du concours de gravure en médailles de l’Académie des beaux-arts avec L'Hercule français, l’Académie ayant décidé de ne pas attribuer un premier prix. L'année suivante, il concourt à nouveau, mais le jury exprime le regret de ne pas avoir deux premiers prix à accorder, Michaut ayant déjà remporté un second prix, n’était susceptible que d’obtenir le premier. Il grave pour le gouvernement de Napoléon Ier la médaille de l’Aigle Française sur le Wolga sous la direction de Dominique Vivant Denon (1812).
Son fils Auguste Victor Michaut naît le 19 février 1814, il sera légitimé lors de son mariage dix ans plus tard avec Jeanne Louis, qui est de cinq ans plus âgée que lui et divorcée d’un premier mari en 1804.

### Graveur des Monnaies de Louis XVIII

Médailles et monnaies par Auguste-François Michaut
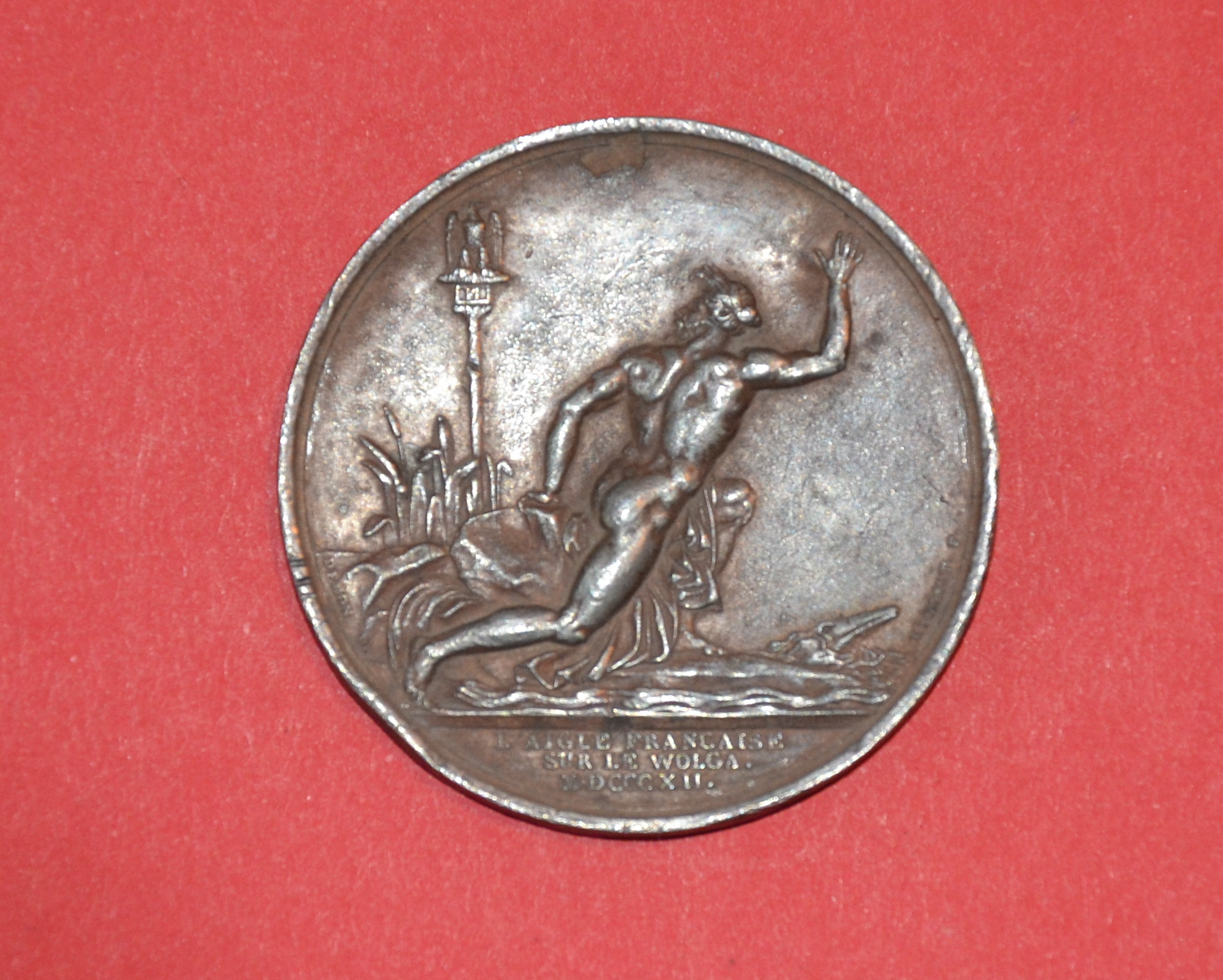
L'aigle français sur le Wolga.
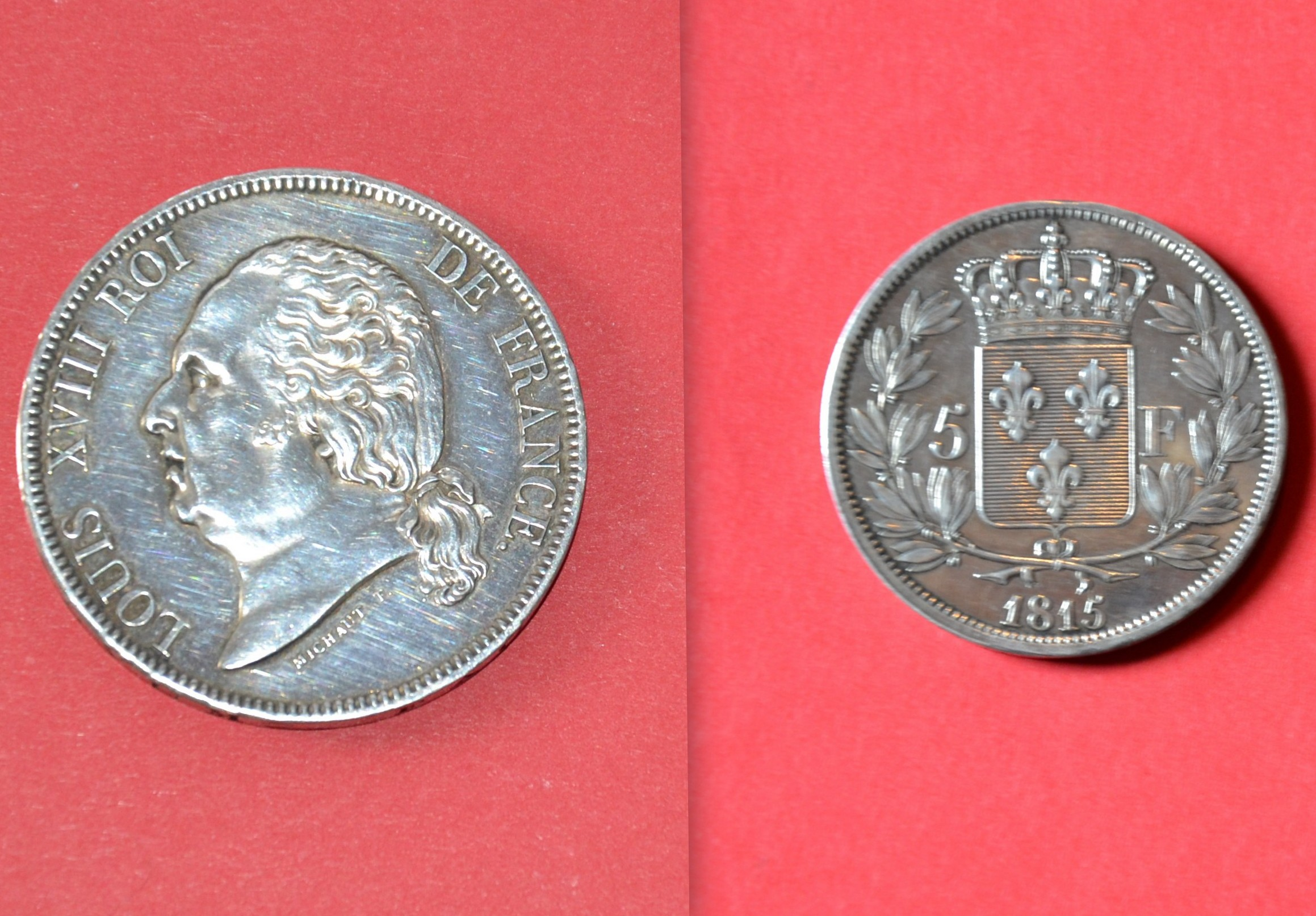
5 Francs Louis XVIII (essai 1815).
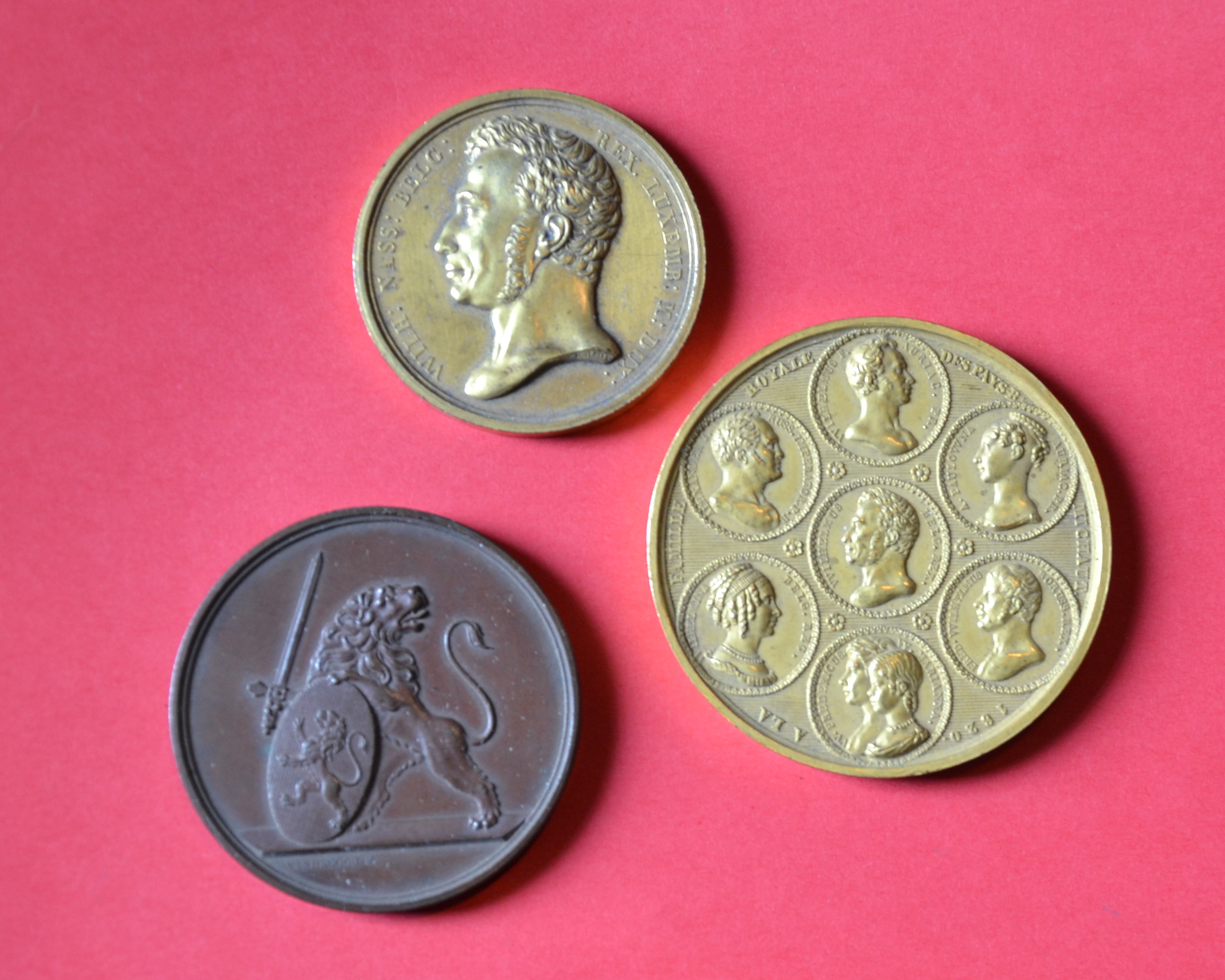
Médailles pour Guillaume Ier d'Orange-Nassau.
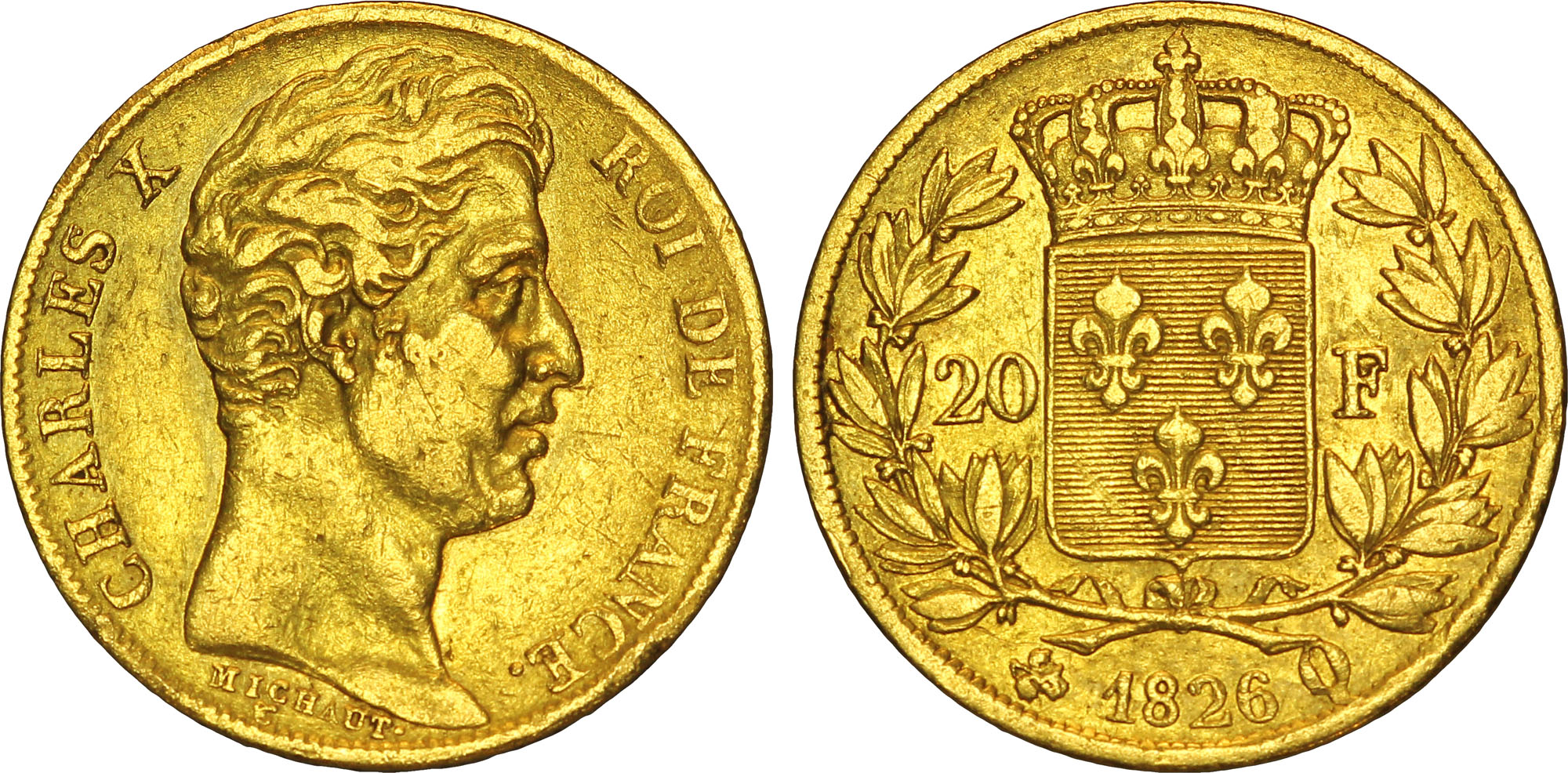
20 francs or Charles X.
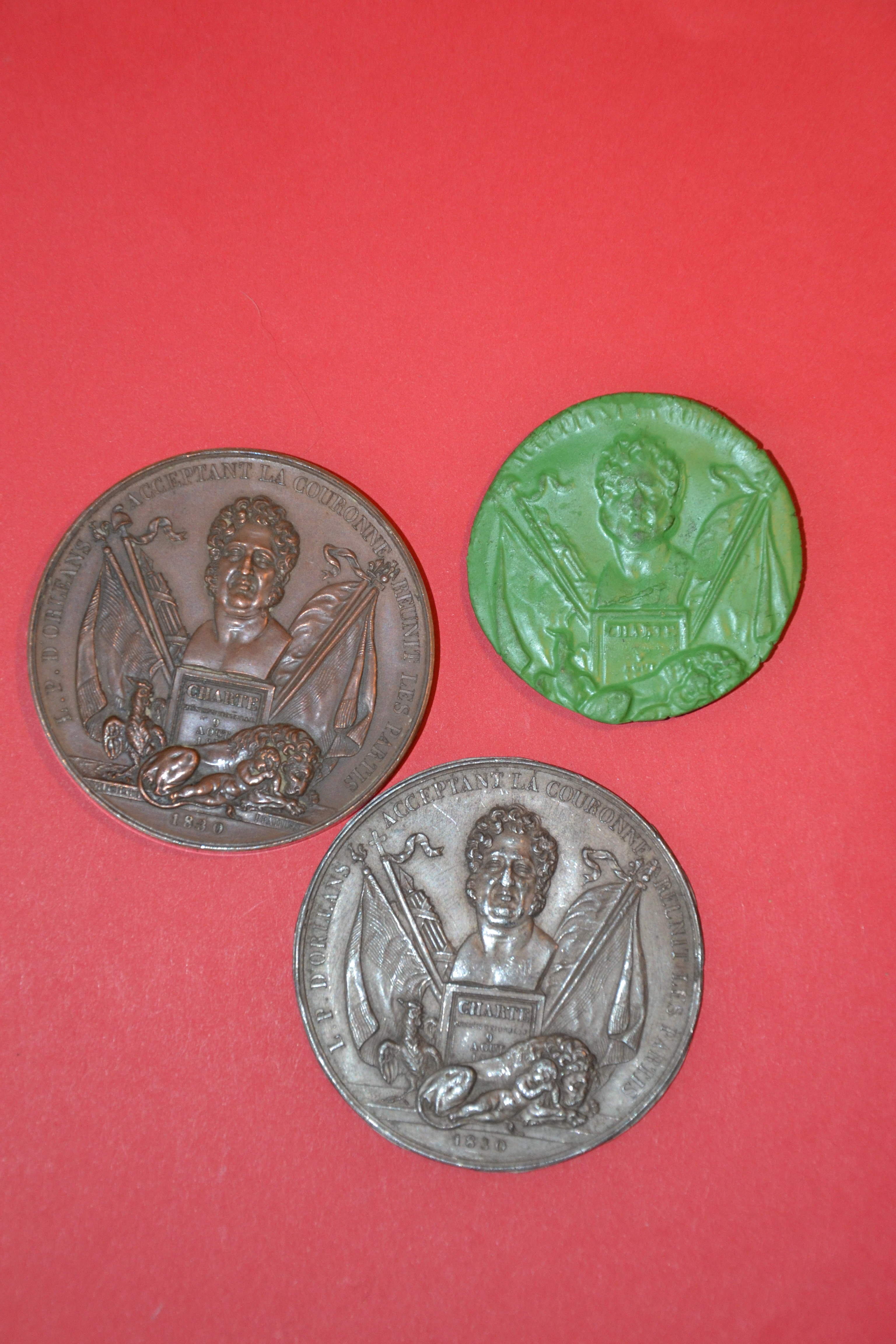
Avènement de Louis-Philippe Ier.

Lors de la Première Restauration, un « concours pour la perfection de la gravure des monnaies » est ouvert le 2 août 1814 afin de définir le futur type des monnaies de Louis XVIII et l’entière confection d’un système monétaire. Michaut y propose un modèle de pièce de 40 francs, en différents métaux, et quatre types de pièce de 5 francs. Il remporte le concours où participaient six autres graveurs beaucoup plus âgés : Jean-Bertrand Andrieu, Nicolas-Guy-Antoine Brenet, Jean-Pierre Droz, Nicolas-Marie Gatteaux et Pierre-Joseph Tiolier.
L'ordonnance du 9 décembre 1815 fixe au 1er janvier 1816 les nouvelles émissions de monnaies signées du graveur Michaut. Son modèle pour une monnaie française de cinq francs (ou écu) lui vaut à l’époque les commentaires élogieux du critique d’art Edmond About : « lorsqu'on jette cet écu sur le comptoir d'un marchand on ne se doute pas qu'on dépense un chef-d’œuvre », et ceux de  Thérèse Vallier dans son éloge du graveur Hubert Ponscarme, : « Sous la Restauration, la glyptique a pour tenants de solennels pompiers. Michaut seul fait exception. Dans un éclair de génie, il donne, avec son écu à l'effigie de Louis XVIII, une vraie petite merveille d'élégance et de clarté. ».

### Succès et renommée
Auguste François Michaut est appelé ensuite au royaume des Pays-Bas pour y exécuter des monnaies d'or et d'argent, les grands sceaux de l'État et d'autres médailles. Guillaume Ier le nomme graveur des monnaies et médailles à sa cour pour trois ans par décret royal du 4 octobre 1815. Logé dans les Hôtels des Monnaies de l’État (Utrecht puis Bruxelles 1817), il reçoit des appointements annuels de 2 000 florins. Le 9 décembre 1816, le roi lui confie la gravure des coins pour les pièces de 10, 3, 1 et 1/2 florins, à son effigie, tandis que D. van der Kellen et A. J. van der Monde, graveurs de la Monnaie d'Utrecht, sont chargés de frapper les pièces de monnaie en argent et en cuivre, ainsi que des ducats en or.
Auguste-François Michaut signe les pièces de monnaie néerlandaises suivantes : 
- 1817 : 10, 3, 1  et 1|2  florin ;
- 1817 : 3 florins, nouveau type ;
- 1818 : 10 florins.

Il exécute également plusieurs médailles, dont celle de la réunion de la Belgique à la Hollande (1815). Il est nommé  membre de la Société royale des beaux-arts et de littérature de Gand (classe de gravure, 1820) et aussi membre de l’Institut royal des Pays-Bas. Il importe en Belgique le tour à portrait, machine permettant d’obtenir une copie réduite d’une médaille, d’un portrait, inventé par Anatole Hulot.

### Retour en France
De retour à Paris en 1820, il obtient le titre de graveur en médailles de Monsieur le Dauphin et, le 28 avril 1821, est décoré de la Légion d’honneur par Louis XVIII. La décoration lui est remise à l'École des beaux-arts par François Lemot, le professeur de ses débuts. Mais en 1821, un incendie ravage son appartement à Paris et le blesse grièvement alors qu’il tentait d'arrêter la progression des flammes. Il réalise néanmoins de nombreuses médailles et expose au Salon de 1827 et en 1831 des cadres de médailles et épreuves couronnées aux concours monétaires.

### Graveur des Monnaies de Charles X
À l’avènement de Charles X, il imagine la médaille dite « des vœux des habitants de Versailles », exprimant le souhait  des versaillais de voir le roi retourner dans ses appartements de Versailles. Dans le même temps, en 1825, est ouvert le concours pour l’effigie de Charles X sur les monnaies. Le premier concours, auquel il ne participe pas, reste sans résultats. Les pièces de 5 et 40 Francs lui sont commandées au second concours pour graver le nouveau système. Ce faveurs ministérielles soulèvent quelques protestations. Il est rémunéré 448 000 F pour sept systèmes. En 1829, le ministère de la Marine le charge de graver une médaille pour le conseil privé des colonies sur le thème : Charles X donnant la charte aux Colonies. De plus, il exécute avec James Pradier une médaille, l'une à la gloire de Louis-Philippe Ier, dont le buste figure au milieu d'enseignes représentant les différents partis avec l'inscription « Par patriotisme acceptant la couronne, il déjoue les partis », dédicacée à la Garde nationale.
Les brûlures graves aux mains contractées pendant l’incendie lui rendent le maniement des outils extrêmement pénibles. Néanmoins, il essaie de vaincre ces difficultés pour concourir à l’effigie de Louis-Philippe Ier sur les monnaies en 1830. Mais le roi ne lui accordera pas la séance particulière qu’il lui avait fait demander par le ministre des Finances, estimant que les chances devaient être égales pour tous les concurrents. Les pièces sont alors réalisées par Nicolas-Pierre Tiolier plutôt que Gallé entre 1830 et 1831 à sa grande insatisfaction. En 1831, Joseph François Domard, un condisciple de l'École des beaux-arts, remporte le concours.
Michaut se propose alors au poste de conservateur à la monnaie des médailles, puis à celui d'inspecteur-vérificateur des coins devant servir à frapper les monnaies, et adresse à l’administrateur plusieurs courriers sur la réorganisation de la monnaie des médailles, sans succès. Sa production de médailles ralentie à partir de cette date, et il se retire rue de Vergennes, dans le quartier des Chantiers à Versailles.

### Retour à la sculpture

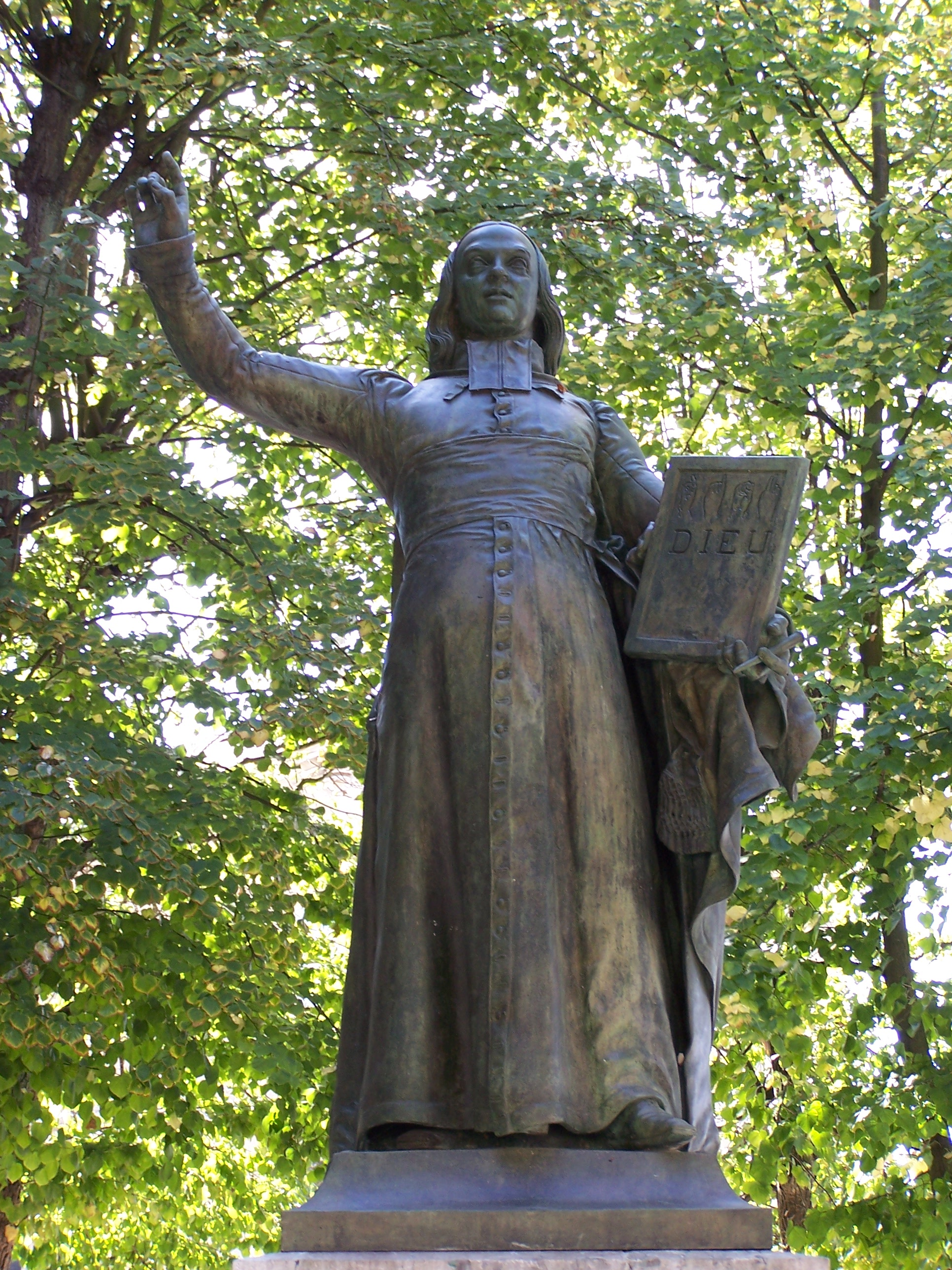
Détail du Monument à l'abbé de L'Épée (1843), Versailles, place de la cathédrale Saint-Louis.

Il se fait appeler « Michaut des monnaies »  car un général des campagnes napoléoniennes du nom de Michaux habite dans la même rue Vergennes à Versailles. Il vit de diverses rentes, loyers de divers appartements versaillais et parisiens, indemnité de logement de 300 francs annuel donné par le Bureau des sciences et des beaux-arts au ministère du Commerce et Travaux publics en juillet 1832.
Son amitié avec le directeur de l'Institut des sourds muets, Désiré Ordinaire, grand admirateur de l’abbé de l'Épée, le père de l'instruction gratuite des enfants sourds muets et l'inventeur d'un premier langage fondé sur des signes méthodiques en 1770, va l'amener à réaliser sa dernière œuvre. D'abord sous forme d'un buste mais la longue maladie et la mort de son père le détourne de ce projet, puis en 1839, d'une statuette qu’il fait circuler. Une commission versaillaise est finalement créée pour surveiller l’exécution  d’un Monument à l’abbé de l'Épée, natif de la ville, et récolter des souscriptions. Il sculpte la statue et la fait couler en bronze à ses frais en 1843. L’abbé est représenté debout, tenant dans la main gauche une tablette sur laquelle est gravée le mot « Dieu », les doigts de la main droite levée formant la lettre « D » dans l’alphabet de la langue des signes. Michaut entre au conseil municipal de Versailles et en reçoit une médaille d’argent en 1843. Une médaille de sa main est offerte aux souscripteurs, et en 1859 il exécute les bas-reliefs qui devaient être apposés sur le socle de la statue. Ce monument, plusieurs fois déplacé, est actuellement érigé sur son lieu d'origine, place de la cathédrale Saint-Louis à Versailles.
Auguste-François Michaut meurt boulevard de la Reine à Versailles, le 26 décembre 1879.

## Œuvres

### Monnaies
(Liste des émissions de franc français sous la Restauration, Napoléon (monnaie), Monnaies de Michaut)
- Pièces Louis XVIII : 1 décime, ¼, ½, 1 franc, 2,5 francs ;
- Pièces Charles X : ¼, ½, 1 franc, 2,5 francs ;
- Monnaies en or : Louis XVIII  Charles X, 20-40 francs ;
- Pièces Guillaume I* : 1817, 10, 3, 1  et 1|2  florin ; 1817, 3 florins, nouveau type ; 1818, 10 florins.

### Médailles commémoratives
Sources : Rijksmuseum Amsterdam, bibliothèque d l'université de Gand.
- Visites à La Monnaie ou Monnaies de visite :
  -     - De Paris : 1817 du duc et de la duchesse de Berry (module 2 Francs); 1817 de la duchesse d'Angoulême(module de 5 Francs) ;1817 du duc et de la duchesse de Berry  (mod. ot 5 Francs, sev. var.)(module de 2 Francs) ; 1818 de Monsieur (Charles X) (mod. de 5 Francs, sev. var.) ; 1822 du Prince et de la princesse du Danemark(module de 2 Francs) ;

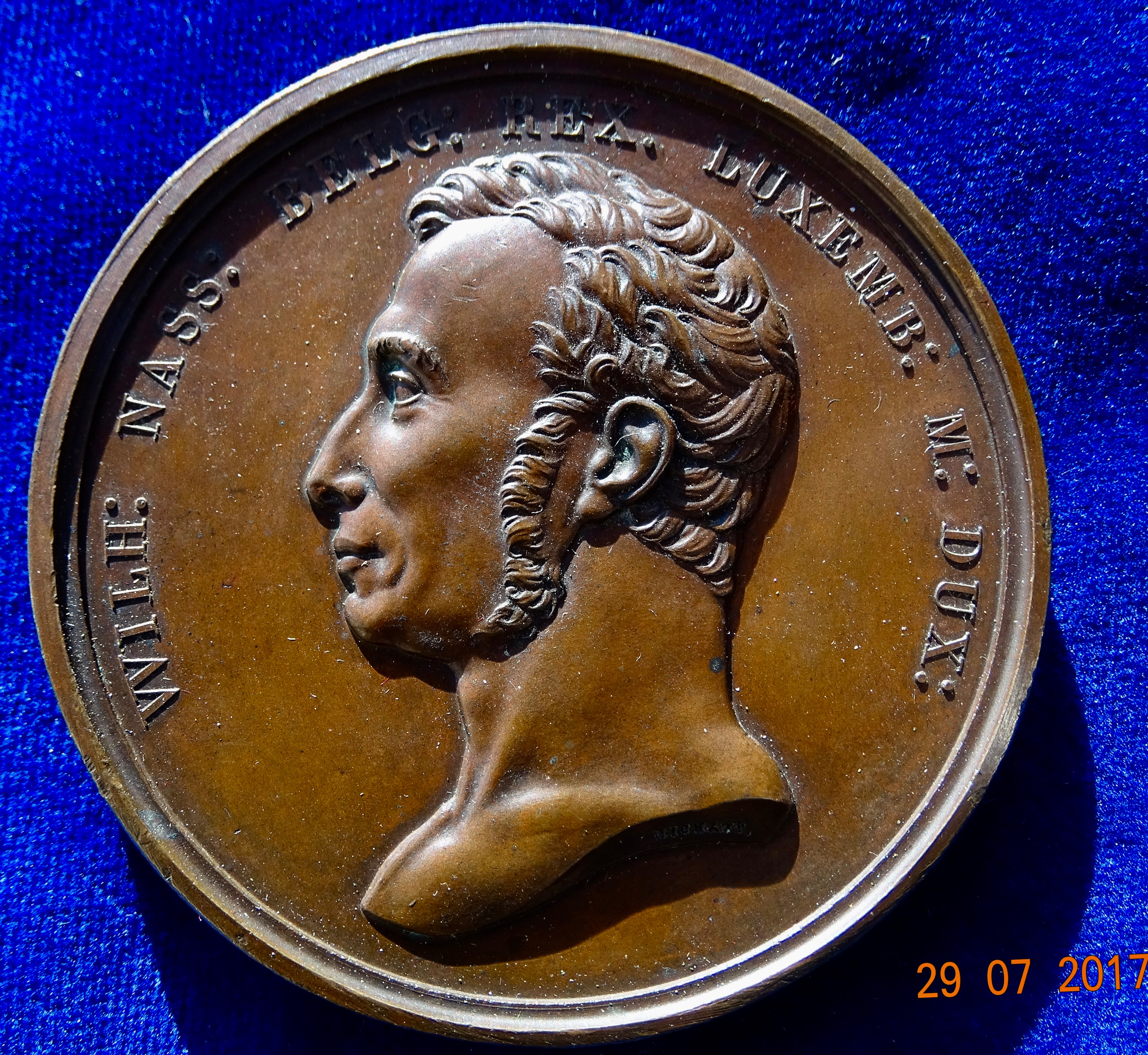
Médaille 1815 de la création du royaume uni des Pays-Bas par la proclamation de Guillaume-Frédéric d'Orange-Nassau, avers.

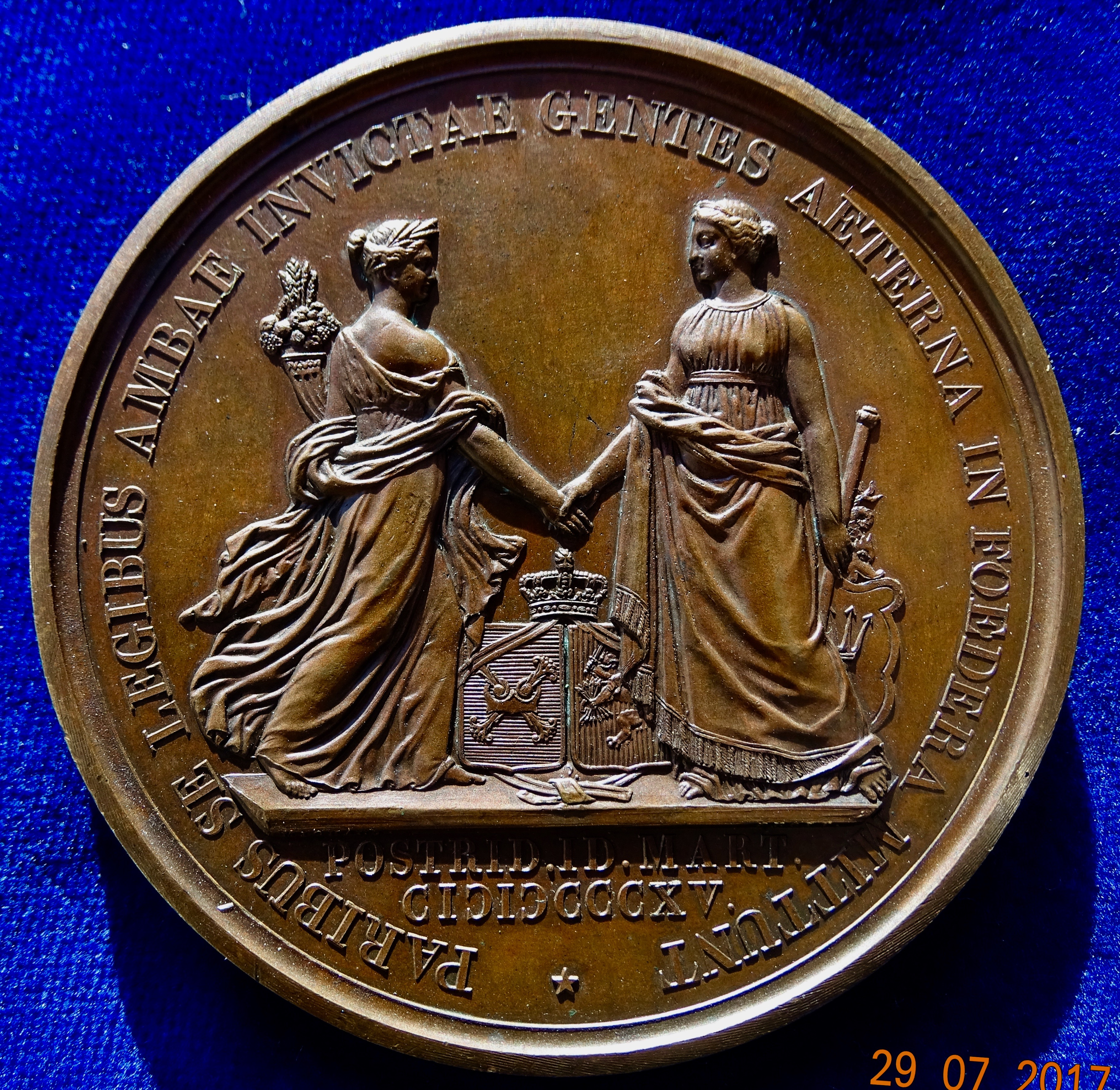
Le revers de la médaille de la création du royaume uni des Pays-Bas.

- -     - De Lille : 1814 du duc de Berry (module de 5 Francs; plusieurs sortes) ; 1815 du duc d'Orléans (module de 5 francs) ;
    - De Marseille : 1814 du Comte d'Artois;
    - Ministère des Finances : comte Corvetto, ministre des finances, 1817 (mod. 5 francs) ; M. Roy, Secrétaire des finances, 1820 (mod. de 5 francs).

  - Aux Pays-Bas[31] :
    - Grand Sceaux du royaume des Pays-Bas* ;
    - 1815, Association des Pays-Bas au royaume uni des Pays-Bas*;
    - 1815, Prix de William 1er ;
    - 1818, En l'honneur d'Alexandre Ier*, tsar de Russie;
    - 1819, Médailles d'honneur Erepenning (nl) fabriquées pour la monnaie d'Utrecht, avec buste de William I. de Hollande côté avers, et le nom gravé de la personne décorée ou de l'institution entouré d'une couronne de laurier côté revers (3 var.) ; comme en 1828, celles pour H.Rotgans attribuée en fonction des services dans l'incendie de l'usine de poudre à canon Nieuwendijk, pour W. van Leeuwen décernée  pour comportement philanthropique, pour Kaas Bolding, service des incendies, Nieuwendam ; en l'honneur de John Goldingham (1768-1849) premier astronome officiellement nommé au service de la Compagnie des Indes à Madras ; en 1836, celle pour Dr. Johannes Fredericus Kerst lors de la  publication de son travail comme chirurgien militaire.
    - 1820, En l'honneur de la famille royale des Pays-Bas et leurs parents* ;
    - 1820, Le roi Guillaume Ier et la reine Wilhelmina ;
    - 1820, Anna Pavlovna, princesse des Pays-Bas et épouse de William Frederick ;
    - 1820, Reine Wilhelmina, épouse du roi Guillaume Ier ;
    - 1820, Prince Frederik et la princesse Marianne, fils et fille de la reine Wilhelmina et du roi Guillaume Ier ;
    - 1821, Conquête de Palembang (Sumatra) par les troupes néerlandaises ;
    - 1832, Remise de la citadelle d'Anvers par l'armée hollandaise dirigée par le général David Chassé aux troupes françaises (siège de la citadelle d'Anvers)[32]. La médaille du siège d’Anvers récompensait les membres du corps expéditionnaire français en Belgique[33].

  - En France :
    - 1812, Napoléon empereur des français et son fils le roi de Rome*
    - 1812, L'aigle française sur le Volga*[34]
    - 1814, Docteur François Broussais*, auteur de la médecine physiologique; et un autre de 1836 ;
    - après 1814 Marie-Thérèse-Charlotte de France*, duchesse d'Angoulême, dite Madame Royale[35]
    - 1816, Mariage de Louis d'Angoulême avec Marie-Thérèse de Bourbon en 1799[35] ;
    - 1817, Rétablissement de la statue d'Henri IV sur le pont Neuf, 1817[35]
    - 1818 Médailles de la ville de Rouen[36]
    - 1818, Jean-François Ducis*, poète [37]
    - 1819, Pour les élèves de Louis David* [35]
    - 1820, médaille commémorative du duc de Bordeaux [38] ;
    - 1823, Monument élevé à Versailles à la mémoire du duc de Berry[39]
    - 1824, Rétablissement des statues des rois de France Bibliothèque Université de Gand
    - 1826, La ville de Versailles* à Charles X[40] ; 1824[35] ;
    - 1827, Jeton Octogonal de la société des notaires de Paris*
    - 1827, Colonies françaises - Cour d'assises*[41]
    - 1827, Hyppolite Magloire Bisson[42]
    - 1828, Jean-François Ducis[43],[44]
    - 1828, Prudhomme-Sénat et Conciliat
    - 1828, Voyage du roi, Industrie de la Moselle
    - 1829, Digue de Cherbourg
    - 1829, Médaille du prix botanique de la Belgique
    - 1830, Avènement de Louis Philippe[45],[46],[47]
    - 1830, Charte constitutionnelle
    - 1830, Visite du Roi à Versailles, revue de la garde nationale
    - 1830, Timbre sec État major de la Garde Nationale (général La Fayette)
    - 1832, Jeton de la Compagnie des notaires Seine-et-Oise
    - 1833, Jeton de la Compagnie des notaires Marseille

### Autres œuvres
- Monument à l'abbé de L'Épée, 1843, Versailles, place de la cathédrale Saint-Louis[48].
- Légions d'honneur : plusieurs bijoux de grand croix du modèle dit de Biennais avec buste de Henri IV gravé au centre[49]